# Titi DJ
Titi DJ, właśc. Titi Dwi Jayati (ur. 27 maja 1966 w Dżakarcie) – indonezyjska piosenkarka, modelka i osobowość telewizyjna.
Przez sześć sezonów zasiadała w jury programu Indonesian Idol. Wraz z Krisdayanti i Ruth Sahanayą tworzy grupę wokalną 3 Diva.
Największym sukcesem piosenkarki został album Bahasa Kalbu z 1999 roku, który przyniósł jej nagrody AMI (Anugerah Musik Indonesia) w czterech kategoriach.

## Dyskografia
- 1984: Imajinasi
- 1986: Yang Pertama Yang Bahagia
- 1988: Ekspresi
- 1989: Titi Dj 1989
- 1990: Dunia Boleh Tertawa
- 1991: Take Me Heaven
- 1994: Bintang-Bintang
- 1996: Kuingin
- 1999: Bahasa Kalbu
- 2001: Menyanyikan Kembali
- 2003: Senyuman
- 2004: Immaculate Collection
- 2006: Melayani Hatimu
- 2007: The Best Of
- 2009: Titi To Diana
- 2015: Titi In Love With Yovie